# Saythong Syphasay
Saythong Syphasay – laotański trener piłkarski.

## Kariera trenerska
Od października 2003 do października 2004 prowadził narodową reprezentację Laosu. Od października 2006 do 2007 ponownie kierował reprezentację Laosu.